# فيوزا عثماني
فيغوسا عثماني-سادريو (من مواليد 17 مايو 1982)، هي قانونية وسياسية من ألبان كوسوفو، تشغل منصب الرئيس السادس لجمهورية كوسوفو منذ أبريل 2021، شغلت سابقًا منصب الرئيسة بالوكالة من نوفمبر 2020 حتى مارس 2021. كما شغلت منصب رئيسة جمعية كوسوفو (البرلمان) من عام 2020 إلى عام 2021.
وُلدت عثماني ونشأت في مدينة ميتروفيتسا (تُعرف آنذاك بتيتوفا ميتروفيتسا) في جمهورية يوغوسلافيا الاشتراكية الاتحادية (التي هي اليوم جزء من كوسوفو). درست القانون في جامعة بريشتينا ثم في كلية الحقوق بجامعة بيتسبرغ. عملت مستشارة لرئيس كوسوفو السابق، فاتمير سيديو، قبل أن تُنتخب عضوة في الجمعية الوطنية.
تولّت عثماني منصب رئيسة الجمعية من فبراير 2020 حتى مارس 2021. وشغلت منصب رئيسة كوسوفو بالوكالة بعد استقالة الرئيس هاشم ثاتشي. وعند انتخابها رئيسة للبلاد، أصبحت ثاني امرأة تتولى هذا المنصب، وأول شخصية تشغل منصبي الرئيسة بالوكالة والرئيسة المنتخبة في تاريخ كوسوفو. خاضت حملتها الانتخابية على أساس برنامج مناهض للفساد، وأعربت عن رغبتها في تطبيع العلاقات بين كوسوفو وصربيا. ومنذ تولّيها المنصب، أعادت استخدام علم "داردانيا" كرمز رسمي لرئاسة الجمهورية. وقد ركّزت في جهودها على أهمية العمل الفردي في مواجهة تغيّر المناخ، إلى جانب حشد الدعم على أعلى المستويات السياسية.

## النشأة
وُلدت فيغوسا عثماني في 17 مايو 1982 في مدينة تيتوفا ميتروفيتسا، كوسوفو، التي كانت آنذاك جزءًا من جمهورية صربيا الاشتراكية إحدى جمهوريات يوغوسلافيا لوالدين من أصول ألبانية. نشأت وسط أسرة تضم أربعة أشقاء، وأتمّت تعليمها الأساسي والثانوي في مسقط رأسها. كانت عثماني في سن المراهقة خلال حرب كوسوفو، وصرّحت في إحدى المناسبات بأنها "لا تزال تشعر" ببرميل بندقية M70 الذي دفعه جندي إلى فمها بعد أن تعرّض منزل عائلتها في ميتروفيتسا للمداهمة.
حصلت عثماني على شهادة البكالوريوس في القانون من جامعة بريشتينا (كوسوفو) عام 2004. ثم تابعت دراساتها العليا في كلية الحقوق بجامعة بيتسبرغ، حيث نالت درجة الماجستير في القانون عام 2005، تلتها درجة الدكتوراه في العلوم القانونية عام 2015. تناولت أطروحتها للدكتوراه قابلية تطبيق اتفاقية الأمم المتحدة بشأن عقود البيع الدولي للبضائع في كوسوفو، في ضوء تطور الوضع القانوني للإقليم منذ عام 1988، وهو العام الذي دخلت فيه الاتفاقية حيّز التنفيذ.

## الحياة السياسية
بدأت مسيرة عثماني السياسية في سن المراهقة كناشطة في رابطة كوسوفو الديمقراطية .
وهي معروفة بمساهمتها في استقلال كوسوفو. عملت كممثلة لكوسوفو في قضية في محكمة العدل الدولية، حيث دافعت عن شرعية استقلال كوسوفو. وكسبت كوسوفو تلك القضية ضد صربيا.

### انتخابات 2019
قرر حزب الرابطة الديمقراطية لكوسوفو ترشيح فيوسا عثماني رئيسة وزراء محتملة لكوسوفو في الانتخابات البرلمانية المبكرة لعام 2019. وأثناء حملتها الانتخابية، قالت عثماني إنها تعتقد أن شعب كوسوفو مستعد لرئاسة الوزراء ، وبأنها قادرة على محاربة الفساد، فضلاً عن الوعد بإصلاحات السوق الحرة في كوسوفو.

### الرئاسة بالإنابة
في عام 2020، عُيّنت عثماني رئيسًا بالنيابة لكوسوفو بعد استقالة الرئيس هاشم ثاتشي عقب صدور لائحة اتهام من قبل الدوائر المتخصصة في كوسوفو ومكتب المدعي العام المتخصص في لاهاي. وفي الانتخابات البرلمانية في كوسوفو عام 2021، أنشأت عثماني حزبها السياسي الخاص، Guxo، وتحالفت مع حزب فيتفيندوسيي. من خلال برنامج مكافحة الفساد، حقق كلا الحزبين انتصارات ساحقة، حيث حصلت على أكثر من 300000 صوت. كما منحت الانتخابات النساء ثلث أعضاء البرلمان المؤلف من 120 مقعدًا وستة مناصب غير مسبوقة من أصل خمسة عشر في مجلس الوزراء.

### الرئاسة
في 4 أبريل 2021، انتخبت الجمعية عثماني رئيسًا لكوسوفو خلال الجولة الثالثة من التصويت. على الرغم من مقاطعة الانتخابات من قبل اثنين من أحزاب المعارضة وكذلك حزب يمثل الأقلية العرقية الصربية في كوسوفو، أدلى 82 عضوًا من 120 مقعدًا بأصواتهم خلال اليوم الثاني من الدورة الاستثنائية. فازت بـ 71 من الأصوات، في حين أُعلن إلغاء 11 صوتًا، وبعد ذلك أدت اليمين الدستورية لولاية مدتها خمس سنوات في وقت لاحق من ذلك اليوم، لتصبح ثاني رئيسة لكوسوفو. قالت عثماني إنها تأمل في تطبيع العلاقات بين كوسوفو وصربيا، بينما دعت بلغراد أيضاً إلى الاعتذار عن الحرب التي أدت إلى إعلان كوسوفو استقلالها ومحاكمة أولئك الذين ارتكبوا جرائم حرب. قبل أداء القسم، استقالت عثماني من قيادة حزب Guxo. وحلت وزيرة الخارجية المعينة حديثًا دونيكا جيرفالا محلها كرئيسة لحزب Guxo.